# Drapeau de Madère

Drapeau de Madère.

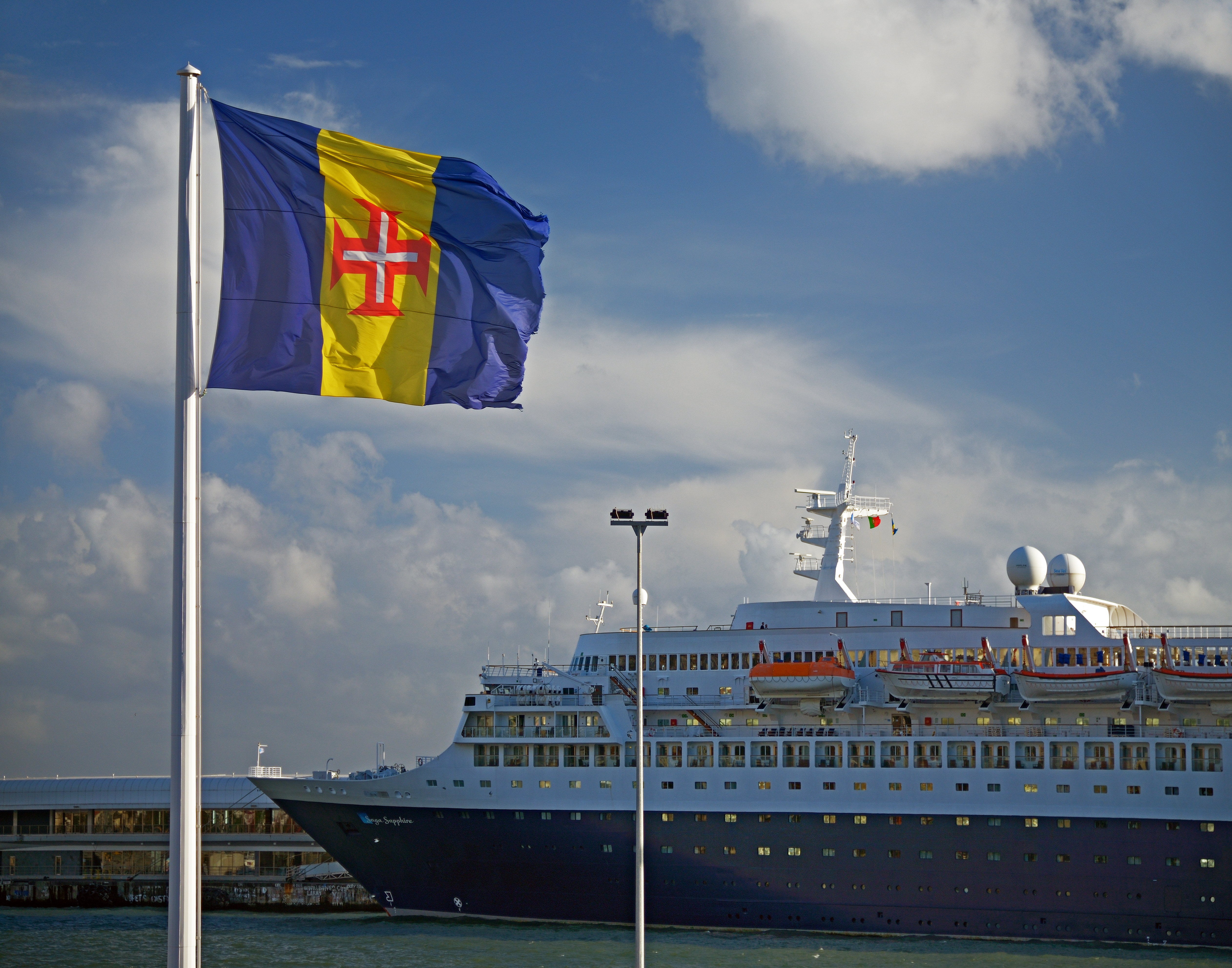
Drapeau au vent à Funchal

Le drapeau de Madère, archipel de l’Atlantique nord et région autonome du Portugal, se compose de deux bandes verticales bleues encadrant une bande jaune, toutes de taille équivalente. La bande jaune est frappée en son centre d’une croix rouge, celle de l’Ordre du Christ, ancien ordre militaire et religieux portugais.

## Description et historique
Les deux bandes bleues du drapeau madérois représentent la noblesse et la sérénité, tandis que la bande jaune, située au centre, symbolise la pureté, la force et la richesse. 
La croix aux bords rouges qui orne le centre du drapeau est celle de l’Ordre du Christ, un ordre militaire religieux qui a activement participé à l’expansion coloniale du Portugal, notamment au cours du XVe siècle dont notamment la découverte de l'île de Madère en 1418.